# 케이시 빌 웰던
윌리엄 "케이시 빌" 웰던(William "Casey Bill" Weldon, 1901년 2월 2일 혹은 1909년 7월 10일~1972년 9월 28일 추정)은 미국의 컨트리 블루스 음악가이다. “하와이 기타 마법사”로도 알려진 그는 슬라이드 기타 연주를 녹음한 초창기 음악가들 중 한 명이었고, 하와이안 스타일로 내셔널 스틸 기타를 연주했다.

## 생애
그는 1901년 2월 2일 혹은 1909년 7월 10일생이다. 그는 제퍼슨군의 파인 블러프에서 태어났다고 알려졌었으나, 짐 오닐(Jim O'Neal)은 연구 결과에 따라 콘웨이군을 출생지로 제시하였으며 그가 빅 빌 브룬지가 밝힌 윌리엄 웰던 외에도 네이션 해먼드라는 다른 이름을 가지고 있었다고 주장했다.
그는 젊은 시절에 멤피스로 이주했다. 1920년대 동안엔 미국 남부에서 활동했고 1930년대엔 캔자스시티와 시카고에서 활동했다. 그의 이름 중 케이시는 “K. C.”의 발음에서 따왔다. K. C.에 대해선 캔자스 시티가 기원으로 제안된다.
그는 1920년대에 멤피스 미니(Memphis Minnie)의 배우자였고, 1927~28년에 멤피스 저그 밴드(Memphis Jug Band)의 녹음에 참여했던 윌 웰던(Will Weldon)과 동일인이라고 알려져 왔다. 그러나 시간이 흐른 뒤 그와 윌 웰던은 동일인이 아니며, 멤피스 미니와 결혼한 사람도 그가 아닌 윌 웰던으로 여겨진다.

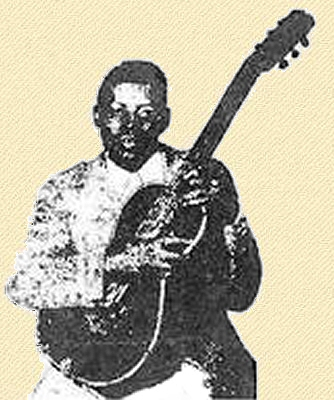
윌 웰던의 사진. 윌 웰던은 긴 시간 동안 그와 동일인으로 여겨져 왔다.

그는 1935년 3월 25일, 테디 다비(Teddy Darby), 피티 휘트스트로, 신원 미상의 인물과 수많은 곡을 작업했다. 그가 보컬까지 맡은 곡은 ‘캔자스시티 빌 웰던(Kansas City Bill Weldon)’으로 발매되었다. 같은 해 10월 31일엔 멤피스 미니, 신원이 불분명한 2명과 여러 곡을 녹음했다. 이후 1938년 12월 16일까지 솔로 혹은 여러 음악가와 협력해 수많은 곡들을 녹음했다.
그는 1941년엔 일렉 기타를 사용한 것으로 알려졌으며, 나중엔 로스앤젤레스로 떠나서 영화에 쓰일 반주 음악을 제공한 것으로 알려져 있다. 빅 빌 브룬지는 1955년에 출판한 책에서 그가 지금 캘리포니아주에 있다고 말했다. 1968년 시카고에서 그를 만났다고 밝힌 기타리스트 테드 보건은, 그가 디트로이트에 살고 있었으며 음악을 그만두고 디트로이트에서 다른 일을 하고 있음을 말해줬다고 밝혔다.
짐 오닐은 캔자스시티의 링컨 묘지에 안장된, 1972년 9월 28일에 캔자스시티의 제너럴 병원에서 자연사한 것으로 보이는 네이션 해먼드, 윌리엄 웰던으로도 알려진 ‘은퇴한 음악가’로 기록된 그가 케이시 빌 웰던일 것이라 보았다.